# Вирьё-ле-Гран (кантон)
Вирьё-ле-Гран (фр. Virieu-le-Grand) — кантон во Франции, находится в регионе Рона — Альпы, департамент Эн. Входит в состав округа Белле.
Код INSEE кантона — 0136. Всего в кантон Вирьё-ле-Гран входят 13 коммун, из них главной коммуной является Вирьё-ле-Гран.

## Коммуны кантона
| Коммуна              | Население, чел | Почтовый индекс | Код INSEE |
| -------------------- | -------------- | --------------- | --------- |
| Арми                 | 15             | 01510           | 01019     |
| Вирьё-ле-Гран        | 949            | 01510           | 01452     |
| Воннь                | 89             | 01350           | 01456     |
| Контрево             | 430            | 01300           | 01116     |
| Кюзьё                | 304            | 01300           | 01141     |
| Ла-Бюрбанш           | 56             | 01510           | 01066     |
| Мариньё              | 156            | 01300           | 01234     |
| Пюжьё                | 126            | 01510           | 01316     |
| Российон             | 147            | 01510           | 01329     |
| Сейзерьё             | 814            | 01350           | 01073     |
| Сен-Мартен-де-Бавель | 332            | 01510           | 01372     |
| Флаксьё              | 50             | 01350           | 01162     |
| Шеньё-ла-Бальм       | 112            | 01510           | 01100     |

## Население
Население кантона на 1999 год составляло 3 580 человек.
| 1962 | 1968 | 1975 | 1982 | 1990 | 1999 | 2006 | 2007 |
| ---- | ---- | ---- | ---- | ---- | ---- | ---- | ---- |
| 2861 | 3038 | 2944 | 3202 | 3364 | 3580 | -    | -    |